# سیمونتا استفانلی
سیمونتا استفانلی (ایتالیایی: Simonetta Stefanelli؛ ‏ تلفظ ایتالیایی: [simoˈnetta stefaˈnɛlli]؛ ‏ ۳۰ نوامبر ۱۹۵۴) بازیگر، طراح مُد و کارآفرین ایتالیایی است. یکی از دلایل شهرت او بازی در نقش «آپولونیا ویتلی کورلئونه» در فیلم پدرخوانده به کارگردانی فرانسیس فورد کوپولا است. از دیگر فیلم‌های مهم او می‌توان به موسی قانون‌گذار، رسوایی در خانواده و سه برادر اشاره کرد. آخرین نقش‌آفرینی او در فیلم دوستان صمیمی به کارگردانی میکله پلاچیدو در سال ۱۹۹۲ بود.
استفانلی همسر بازیگر و کارگردان ایتالیایی میکله پلاچیدو است که با او در چندین فیلم از جمله درام اروتیک رسوایی در خانواده (۱۹۷۵) هم‌بازی بود. آنها با هم سه فرزند داشتند، از جمله ویولانته پلاچیدو و در سال ۱۹۹۴ طلاق گرفتند. پس از جدایی، استفانلی و فرزندانش برای مدت کوتاهی ساکنِ لندن بودند.
شایعات بی‌اساسی در سال ۲۰۰۶ و سپس در سال ۲۰۰۸ در اینترنت دربارهٔ مرگ او منتشر شد که صحت ندارند.

## گزیدهٔ نقش‌آفرینی‌ها
- دوستان صمیمی (۱۹۹۲)
- فروشگاه بزرگ (۱۹۸۶)
- سه برادر (۱۹۸۱)
- رسوایی در خانواده (۱۹۷۵)
- عروس جوان (۱۹۷۵)
- موسی قانون‌گذار (۱۹۷۴)
- پدرخوانده (۱۹۷۲)
- مرتکب اعمال ناپاک نشو (۱۹۷۲)
- مرد سال (۱۹۷۱)